# Ammonia Avenue
Ammonia Avenue é o sétimo álbum de estúdio da banda britânica de rock progressivo The Alan Parsons Project, lançado em 7 de dezembro de 1983 pela Arista Records. A influência de Phil Spector em "Don't Answer Me" foi o primeiro single do álbum e alcançou o Top 15 nas paradas da Billboard Hot 100 e Mainstream Rock Tracks, bem como a quarta posição na parada Adult Contemporary. "Prime Time" foi um lançamento de acompanhamento que se saiu bem no top 40, alcançando o número 34. Ammonia Avenue é um dos álbuns mais vendidos da banda, com certificação de ouro pelo RIAA e alcançando o Top 10 em vários países.

## Antecedentes e lançamento
O título do álbum foi inspirado na visita de Eric Woolfson à Imperial Chemical Industries (ICI) em Billingham, Inglaterra, onde a primeira coisa que ele viu foi uma rua com quilômetros de canos, sem pessoas, sem árvores e uma placa que dizia 'Ammonia Avenue', cujo retrato foi usado para a capa. O álbum se concentra no possível mal-entendido dos desenvolvimentos científicos industriais de uma perspectiva pública e uma falta de compreensão do público de uma perspectiva científica. Este álbum foi o segundo de três gravados em equipamento analógico e mixado diretamente na fita master digital. "You Don't Believe" já havia sido lançada como single e uma nova música na compilação The Best of the Alan Parsons Project de 1983.

### Promoção
Os videoclipes de "Don't Answer Me" e "Prime Time" foram produzidos em 1984, o primeiro com arte e animação de Michael Kaluta. O último vídeo é inspirado na história de John Collier "Evening Primrose" e apresenta dois manequins, um feminino e um masculino, ganhando vida e se apaixonando um pelo outro. Mais ou menos na metade do videoclipe, uma placa de rua para "Ammonia Ave" aparece, uma referência ao título do álbum. 

## Reedição
Ammonia Avenue foi remasterizado e reeditado em 2008 com faixas bônus, em março de 2020 uma nova reedição também ocorreu lançado em formato de áudio Blu-Ray, inclui uma remasterização em alta definição em som estéreo e multicanal, e os dois vídeos promocionais do álbum como bônus.
| Críticas profissionais                                                      | Críticas profissionais |
| Avaliações da crítica                                                       | Avaliações da crítica  |
| Fonte                                                                       | Avaliação              |
| --------------------------------------------------------------------------- | ---------------------- |
| All Music Guide                                                             | [ 5 ]                  |
| Rolling Stone                                                               | [ 6 ]                  |
| Esta tabela precisa de ser acompanhada por texto em prosa. Consulte o guia. |                        |

## Faixas
1. "Prime Time" (vocal de Eric Woolfson) - 5:03
2. "Let's Go Home" (vocal de Lenny Zakatek) - 3:20
3. "One Good Reason" (vocal de Eric Woolfson) - 3:36
4. "Since The Last Goodbye" (vocal de Chris Rainbow) - 4:34
5. "Don't Answer Me" (vocal de Eric Woolfson) - 4:11
6. "Dancing On A High Wire" (vocal de Colin Blunstone) - 4:22
7. "You Don't Believe Me" (vocal de Lenny Zakatek) - 4:26
8. "Pipeline" (instrumental) - 3:56
9. "Ammonia Avenue" (vocal de Eric Woolfson) - 6:30

Todas as faixas compostas por Alan Parsons e Eric Woolfson.

## Integrantes
- Ian Bairnson – guitarra acústica, guitarra
- Colin Blunstone – vocais
- Mel Collins – sintetizador, saxofone
- Stuart Elliot – percussão, bateria
- Alan Parsons – teclados, programação, vocais
- David Paton - baixo, guitarra, vocais
- Chris Rainbow – vocais
- Eric Woolfson – teclados, vocais
- Lenny Zakatek – vocais
- The Philharmonia Orchestra conduzida por Christopher Warren-Green